# Khan Jahan Ali

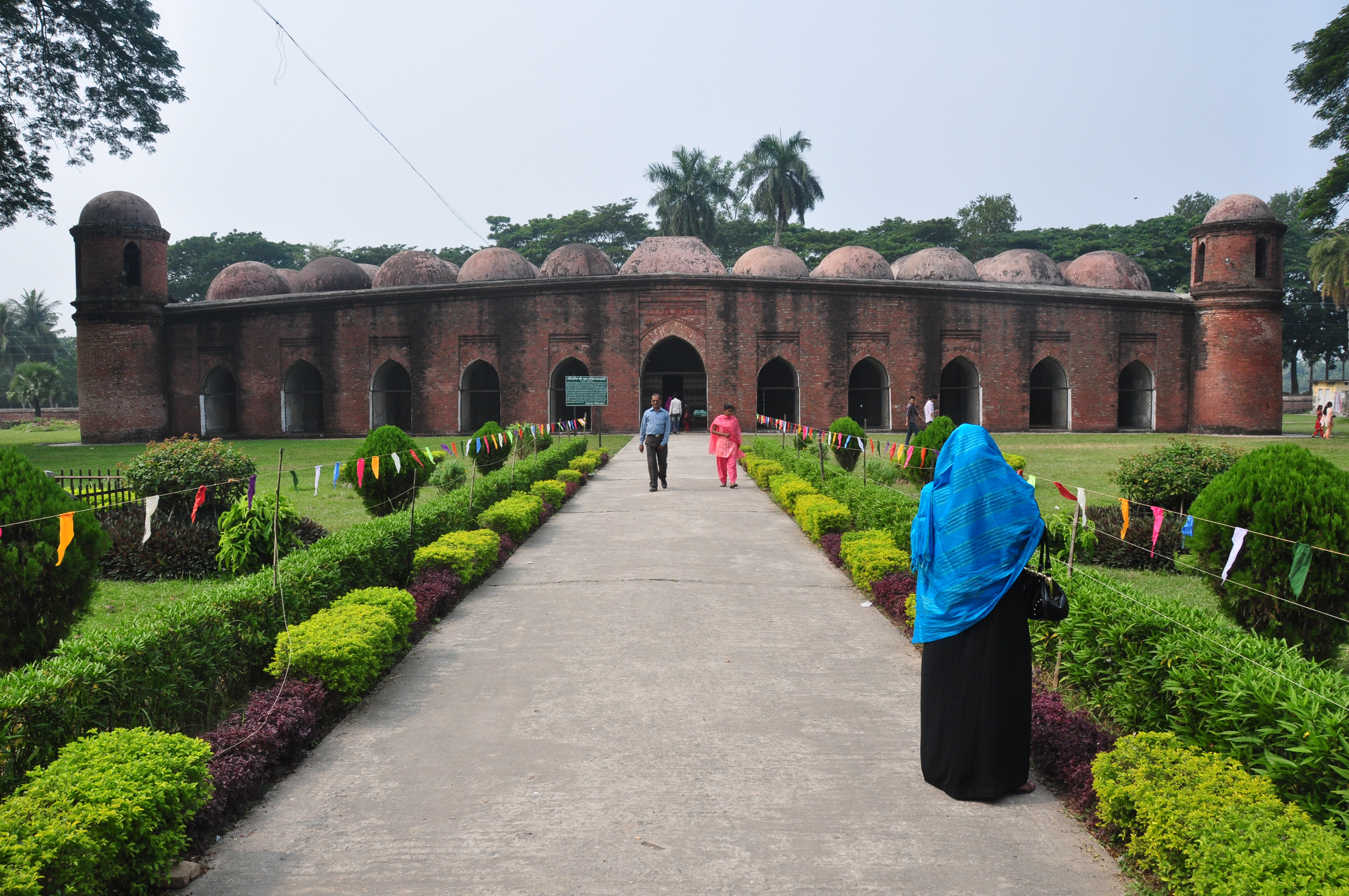
‚Sechzig-Kuppel-Moschee‘ in der Historischen Moscheenstadt Bagerhat

Khan Jahan Ali oder auch nur Khan Jahan (* um 1380; † 25. Oktober 1459) war ein türkischstämmiger Heerführer unter dem in Delhi herrschenden Tughluq-Sultan Nasir-ud-din Mahmud Shah (reg. 1442–1459). Manchmal wird er auch als Sufi beschrieben. Bereits zu Lebzeiten erhielt er die Ehrentitel Ulugh Khan (‚Großer Fürst‘) und Khan-i-Azam, die auf dem Kenotaph seines Grabmals bei Bagerhat (Bangladesch) verewigt sind.

## Geschichte
Khan Jahan Ali scheint unmittelbar nach der Eroberung Delhis (1398) durch Timur (im Westen auch bekannt als Tamerlan oder Timur Lenk), an der er möglicherweise teilnahm, nach Bengalen gekommen zu sein. Nach ersten Aufräumaktivitäten in den Sundarbans begab er sich in die weniger überschwemmungsgefährdeten Gebiete Zentralbengalens, wo er eine Stadt mit Namen Khalifatabad (das heutige Bagerhat) gründete, die sich unter seiner Führung alsbald aus dem Machtgefüge anderer bengalischer Sultanate lösen konnte.

## Bauten
Khan Jahan gründete zahlreiche Dörfer, baute Straßen und Wasserauffangbecken (dighis) und betätigte sich als Bauherr von Moscheen, Koranschulen und Palästen. Sein wohl bedeutendstes Bauwerk ist die um die Mitte des 15. Jahrhunderts entstandene ‚Sechzig-Kuppel-Moschee‘ (Shaith-Gumbad-Masjid) in Khalifatabad, in der sich architektonische Einflüsse aus Delhi (z. B. Khirki-Masjid) mit bengalischen Formen mischen. Etwa gleichzeitig entstanden die Moschee von Masjidkur (Bangladesch) und sein eigenes Grabmal in der Umgebung von Bagerhat, das von vielen muslimischen Pilgern besucht wird.